# Strong (песня London Grammar)
«Strong» (с англ. — «Сильная») — сингл британской группы London Grammar, выпущенный в цифровом виде в Великобритании 1 сентября 2013 года. Он достиг 16-й строчки в UK Singles Chart. За пределами Великобритании сингл достиг пика в первой 10-ке чартов в Австралии.

## Видеоклип
Клип на песню был выпущен на YouTube 26 июля 2013 года общей продолжительностью четыре минуты и две секунды .

## Трек-лист
| №  | Название                       | Длительность |
| -- | ------------------------------ | ------------ |
| 1. | «Strong» (edit)                | 3:59         |
| 2. | «Strong» (High Contrast remix) | 5:30         |
| 3. | «Strong» (Hackman remix)       | 5:13         |
| 4. | «Strong» (Fracture remix)      | 4:35         |
| 5. | «Strong» (MrZorb remix)        | 3:32         |
| 6. | «Feelings»                     | 3:46         |

## Чарты
| Чарт (2013—2014)                        | Высшая позиция |
| --------------------------------------- | -------------- |
| Австралия (ARIA)                        | 4              |
| Австрия (Ö3 Austria Top 40)             | 29             |
| Бельгия/Фландрия (Ultratop 50)          | 4              |
| Бельгия/Валлония (Ultratop 50)          | 6              |
| Франция (SNEP)                          | 96             |
| Германия (GfK)                          | 28             |
| Ирландия (IRMA)                         | 20             |
| Люксембург (Billboard)                  | 4              |
| Нидерланды (Dutch Top 40)               | 27             |
| Нидерланды (Single Top 100)             | 29             |
| Нидерланды (Mega Top 50)                | 19             |
| Новая Зеландия (Recorded Music NZ)      | 11             |
| Шотландия (OCC Scotland)                | 16             |
| Швейцария (Schweizer Hitparade)         | 32             |
| Великобритания (OCC UK Indie)           | 3              |
| Великобритания (OCC UK Singles)         | 16             |
| США (Billboard Adult Alternative Songs) | 28             |

| Чарт (2014)                    | Позиция |
| ------------------------------ | ------- |
| Австралия (ARIA)               | 44      |
| Бельгия (Ultratop 50 Flanders) | 14      |
| Бельгия (Ultratop 50 Wallonia) | 28      |

| Регион | Сертификация  | Продажи  |
| --- | ------------- | -------- |
| Австралия (ARIA) | 2× Платиновый | 140 000^ |
| Бельгия (BEA) | Золотой       | 15 000*  |
| Германия (BVMI) | Золотой       | 150 000  |
| Новая Зеландия (RMNZ) | Золотой       | 7500*    |
| Великобритания (BPI) | Золотой       | 400 000  |
| * Данные о продажах приведены только на основе сертификации. · ^ Данные о тиражах приведены только на основе сертификации. · Данные о продажах + прослушиваниях приведены только на основе сертификации. |               |          |